# Nudy Rave
Nudy Rave（ヌーディ・レイブ）は、プロレスラーのユニット。KAIENTAI DOJOを主戦場として活動していた。

## 概要
KAIENTAI DOJO旗揚げ戦にて結成されたHi69、Ryoko、PABLOからなる「世界一クールでカッコイイユニット」である。メンバーによる入場時のダンスが特徴的であった。
主にF-wordsと抗争しUWA世界ミドル級王座をかけてのシルバー・ウルフとの戦いは熾烈を極めた。
Nudy Raveで新日本プロレスに乗り込みタッグマッチを行なったがPABLOのプランチャ失敗など微妙な内容になり、対戦相手のタイガーマスクに痛烈批判された。
PABLOの帰国やRyokoの欠場などからユニット自体が活動不可能となり解散した。

## 所属メンバー
- Hi69
- Ryoko（失踪）
- PABLO（帰国）

## テーマ曲
- 「Super Dance（Nudy Rave Mix）」（HAYASHI）